# NGC 2291
NGC 2291 is een lensvormig sterrenstelsel in het sterrenbeeld Tweelingen. Het hemelobject werd op 22 januari 1827 ontdekt door de Britse astronoom John Herschel.

## Synoniemen
- ZWG 175.20
- MCG 6-15-13
- NPM1G +33.0090
- PGC 19719